# Бејушеле (Бихор)
Бејушеле (рум. Beiușele) насеље је у Румунији у округу Бихор у општини Курацеле. Oпштина се налази на надморској висини од 276 m.

## Становништво
Према подацима из 2002. године у насељу је живело 486 становника, од којих су сви румунске националности.